# اسیکانیسوکوس
اسیکانیسوکوس (نام علمی: ') نام یک سرده از رده خزندگان است.